# Dicrodontus
Dicrodontus is een geslacht van kevers uit de familie van de loopkevers (Carabidae). De wetenschappelijke naam van het geslacht is voor het eerst geldig gepubliceerd in 1872 door Chaudoir.

## Soorten
Het geslacht Dicrodontus omvat de volgende soorten:
- Dicrodontus alluaudi Mateu, 1952
- Dicrodontus aptinoides Wollaston, 1865
- Dicrodontus brunneus Dejean, 1831